# 스릅스카 공화국의 문장

스릅스카 공화국의 국장

스릅스카 공화국의 옛 국장

스릅스카 공화국의 국장은 2007년에 제정되었다.
국장 가운데에는 빨간색, 파란색, 하얀색 세 가지 색의 가로 줄무늬와 "스릅스카 공화국"의 세르비아어 약칭인 "PC"가 쓰여져 있다.
국장 양쪽을 참나무 잎이 감싸고 있으며, 빨간색, 파란색, 하얀색 세 가지 색의 가로 줄무늬를 가진 리본이 이를 묶고 있다.
국장 위쪽과 아래쪽에는 왕관이 그려져 있으며, 국장 바깥쪽에는 "스릅스카 공화국"("Republika Srpska", "РЕПУБЛИКА СРПСКА")이라는 문구가 세르비아어로 쓰여져 있다.

## 같이 보기
- 스릅스카 공화국의 기
- 보스니아 헤르체고비나의 국기
- 보스니아 헤르체고비나의 국장
- 보스니아 헤르체고비나 연방의 문장
- 세르비아의 국장